# Бандера Олександр Андрійович
Олекса́ндр Андрі́йович Банде́ра (25 березня 1911, с. Старий Угринів, нині Калуського району Івано-Франківської області — 23 липня 1942, м. Освенцим, Польща) — український політик, діяч ОУН від 1933. Син Андрія Бандери, брат Степана Бандери, Василя Бандери та Богдана Бандери.
Жертва нацистського терору.

## Життєпис
Народився 25 березня 1911 року в с. Старий Угринів, нині Калуського району Івано-Франківської області, Україна.
Член 2-го пластового куреня УСП Загін «Червона Калина».
Закінчив Стрийську гімназію і агрономічний факультет Львівської політехніки.
У травні-вересні 1919 перебував на Тернопільщині (зокрема, з батьком у Бучачі, Ягільниці).
За рішенням ОУН 1933 виїхав до Італії, де, за сприяння професора Євгена Онацького , навчавсь у Римській вищій школі економічно-політичних наук, захистив докторську дисертацію. Працював у Римській станиці ОУН. Одружився з італійкою Марією Д’аміно, близькою родичкою міністра закордонних справ Галеаццо Чіано – зятя Беніто Муссоліні.
Після проголошення Акту відновлення Української держави приїхав на Львівщину. Наприкінці 1941 року гестапо заарештувало Олексу і ув’язнило в тюрмі у Львові. Пізніше перевезли в Монтелюпіх в Кракові.
Від 22 липня 1942 ув'язнений у концтаборі Освєнцім (№ 51020); там його закатували — загинув від рук польських наглядачів-фольксдойчерів 23 липня 1942 року. (За іншою версією загинув 10 серпня 1942 року).
Тіло спалили у крематорії.